# 本牧メルヘン
「本牧メルヘン」（ほんもくメルヘン）は、1972年にシングルとして発売された鹿内孝の曲である。

## カバーした歌手
- 門倉有希
- ザ・スプートニクス（英語版）
- 大西ユカリと新世界
- 原田ヒロシ
- ジェロ
- 山崎ハコ
- 鳥羽一郎
- 五木ひろし

## 収録
- 本牧メルヘン（作詞：阿久悠 作曲：井上忠夫 編曲：川口真）
- 夜の終りに（作詞：阿久悠 作曲：鹿内孝 編曲：田辺信一）